# 203 Помпея

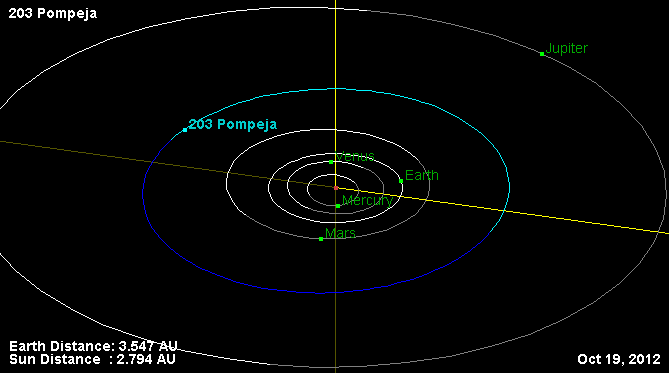
203 Pompeja

203 Помпея (203 Pompeja) — астероїд головного поясу, відкритий 25 вересня 1879 року германо-американським астрономом К. Г. Ф. Петерсом в обсерваторії Літчфілд, США і названий на честь давньоримського міста Помпеї